# Estação Agronómica Nacional
A Estação Agronómica Nacional (EAN) MHMAI é uma entidade de investigação científica cujos estudos visam a resolução de problemas concretos da agricultura nacional, e a descoberta de novos caminhos para melhorar a qualidade de vida humana. Foi criada em 1936 pelo ministro Rafael Duque. 
Localiza-se no concelho de Oeiras, onde ocupa uma área de 130 hectares, juntamente com outros organismos do Estado.
A 4 de Fevereiro de 1989 foi feita Membro-Honorário da Ordem Civil do Mérito Agrícola e Industrial Classe Agrícola.

### Presidentes e Diretores da EAN[2]

#### Período 1911-1974 - Diretor da EAN
- 1935-1960 António Sousa da Câmara
- 1960-1973 Domingos Rosado Vitória Pires